# Nó nove
O Nó em nove é semelhante ao nó oito, tendo uma volta a mais na sua finalização, tornando-o ainda mais confiável para cargas e com menor percentual de redução da resistência dos cabos.

## Nó nove simples

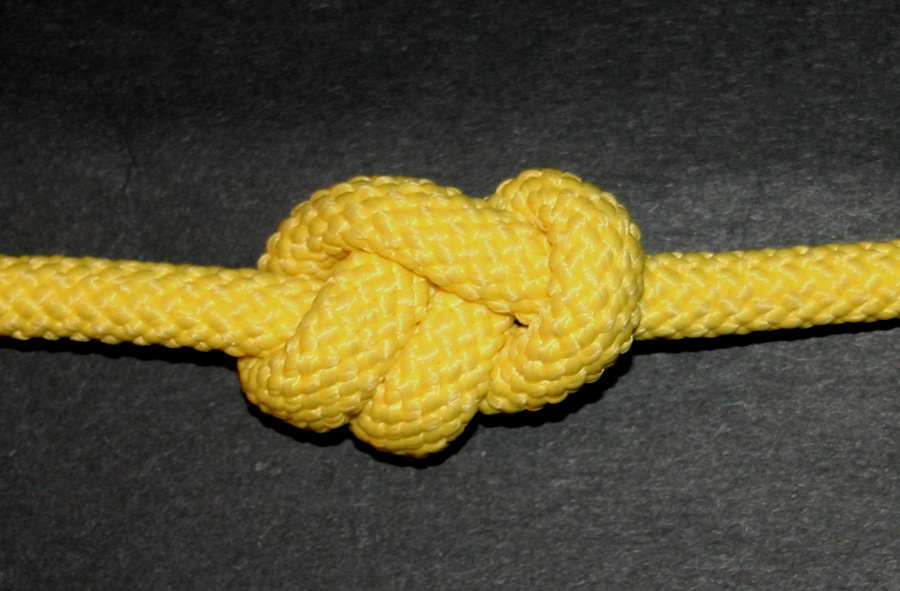
Nó em nove simples

É feito pela ponta do cabo (chicote), tendo maior utilidade como nó ornamental.

## Nó nove duplo

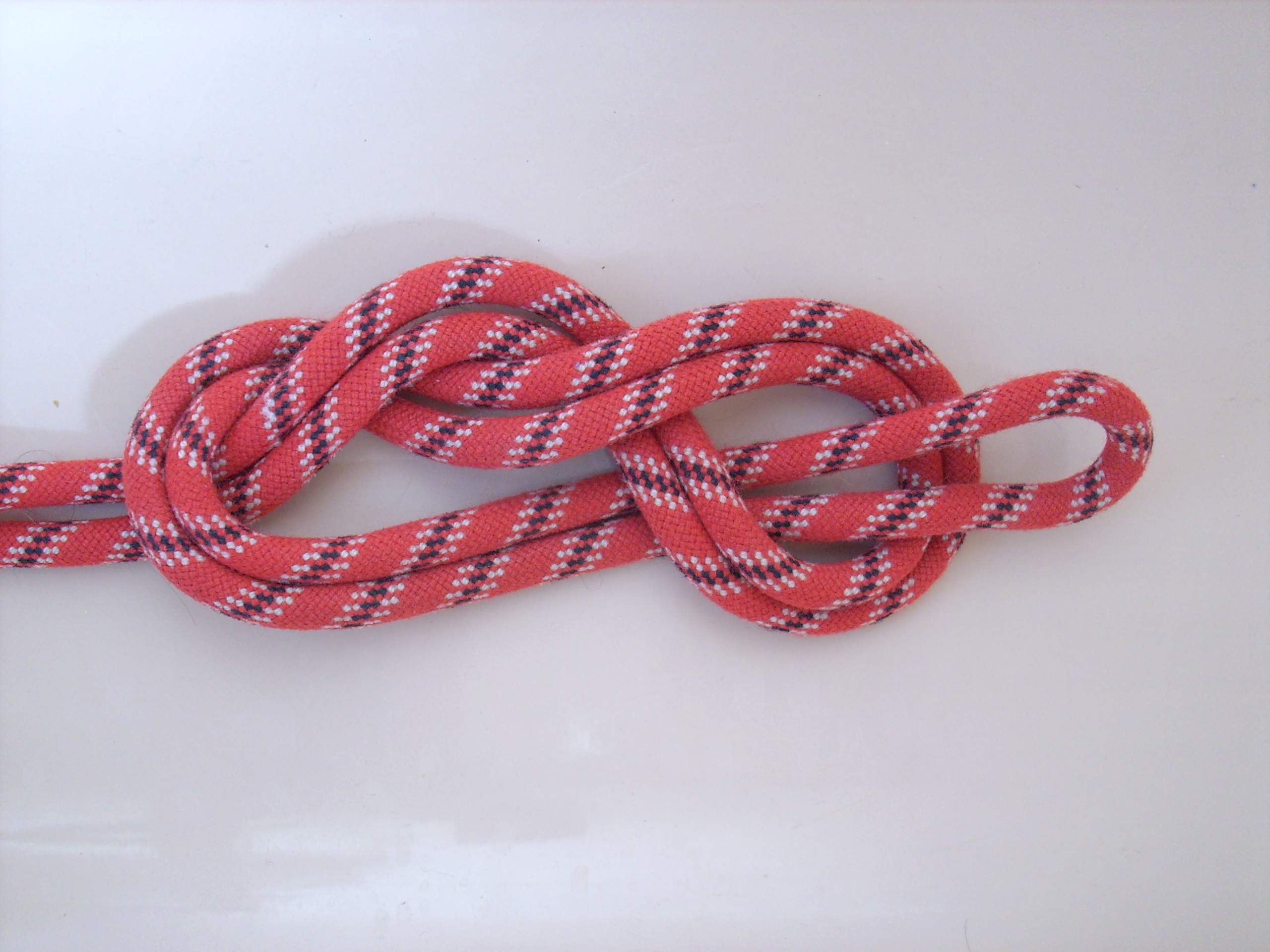
Nó em nove duplo com alça

O mesmo nó nove, feito com  o cabo duplicado.
Pode ser elaborado tanto pelo seio quanto pelo chicote do cabo ou fita. As opções de feitio atendem às mesmas circunstância descritas para o nó em oito pelo seio ou pelo chicote.
Quando forma uma alça é muito utilizado para ancoragem de corda em técnicas verticais.

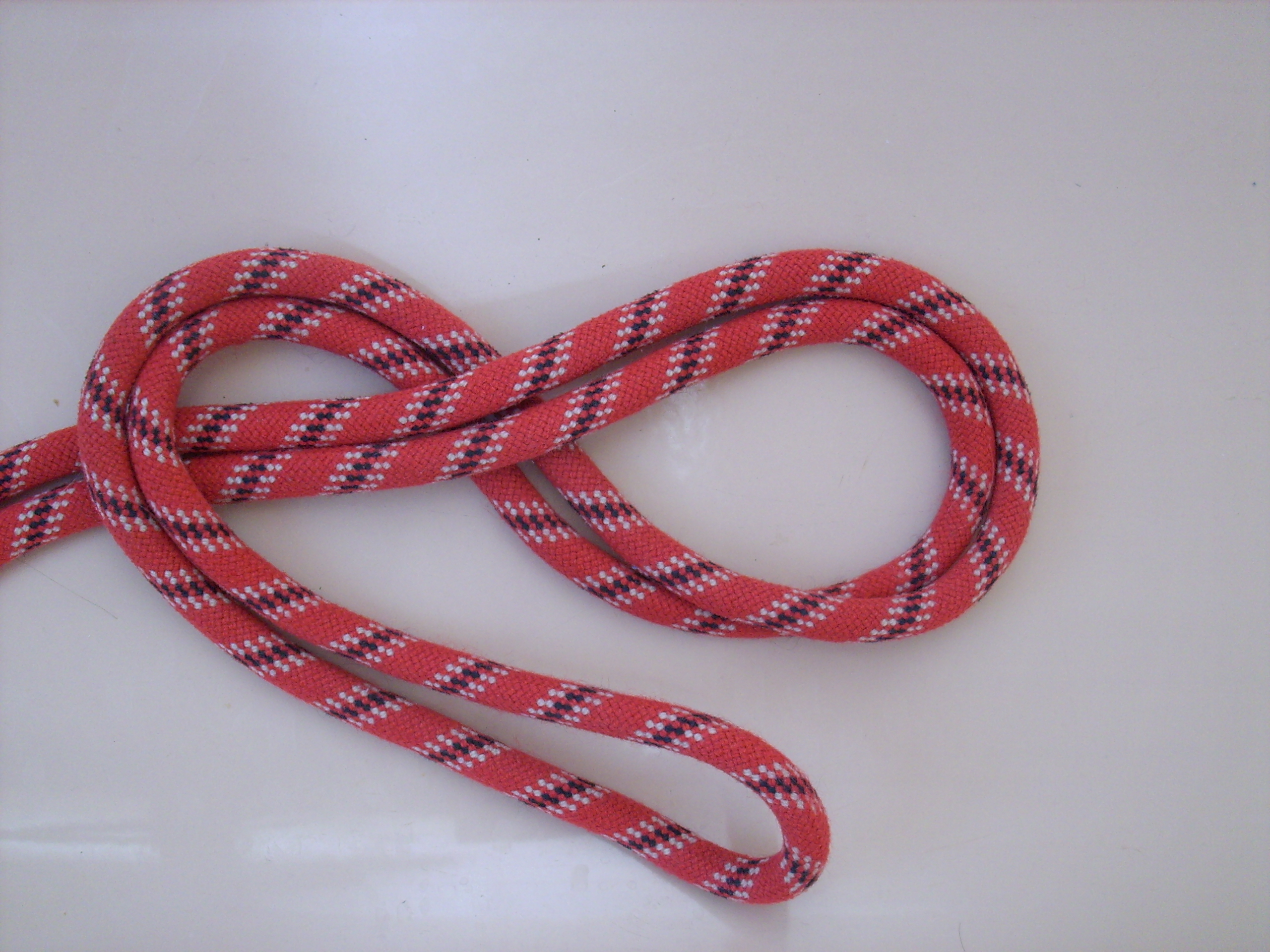
início como em um nó em oito
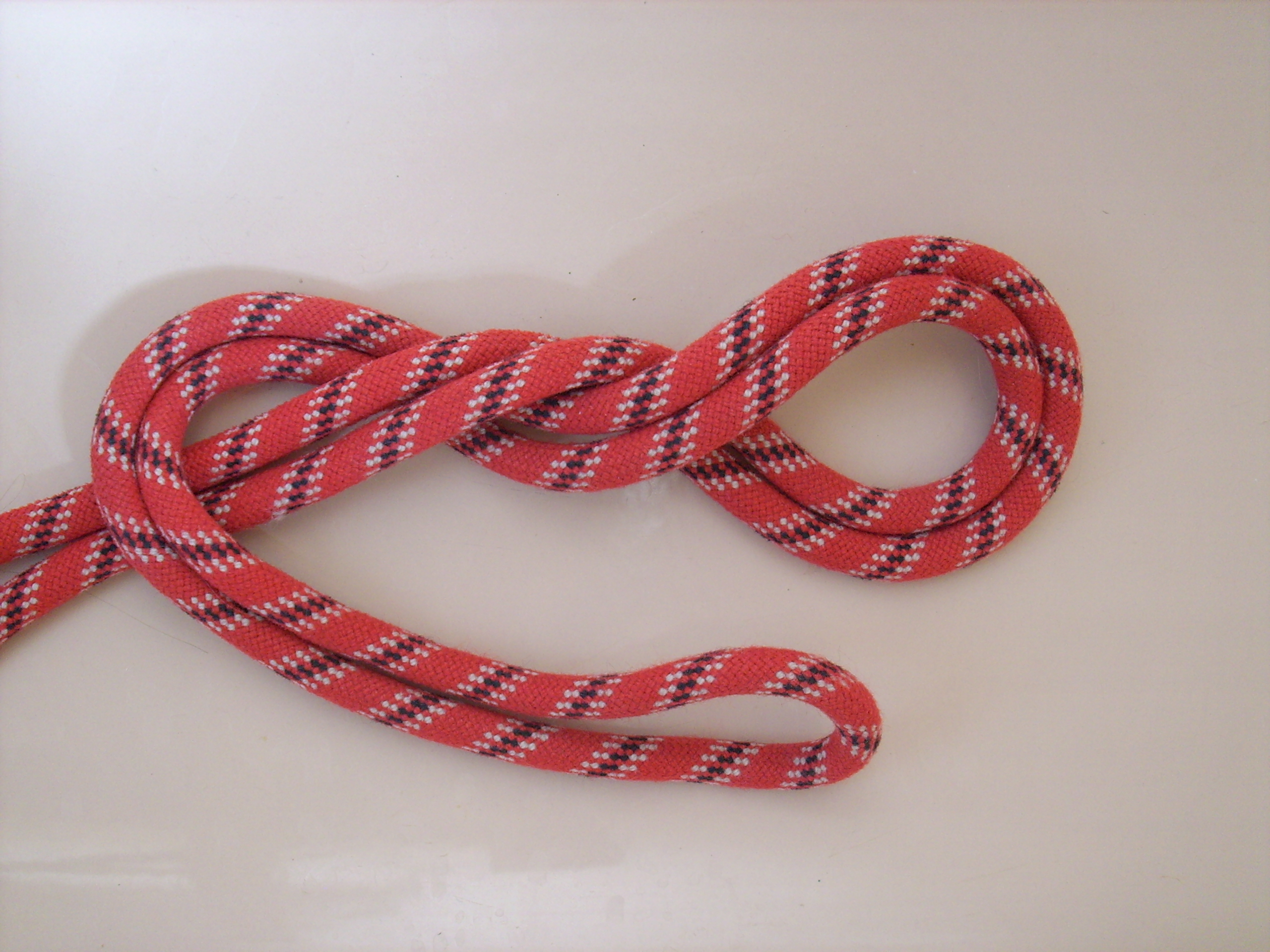
dá-se uma volta a mais
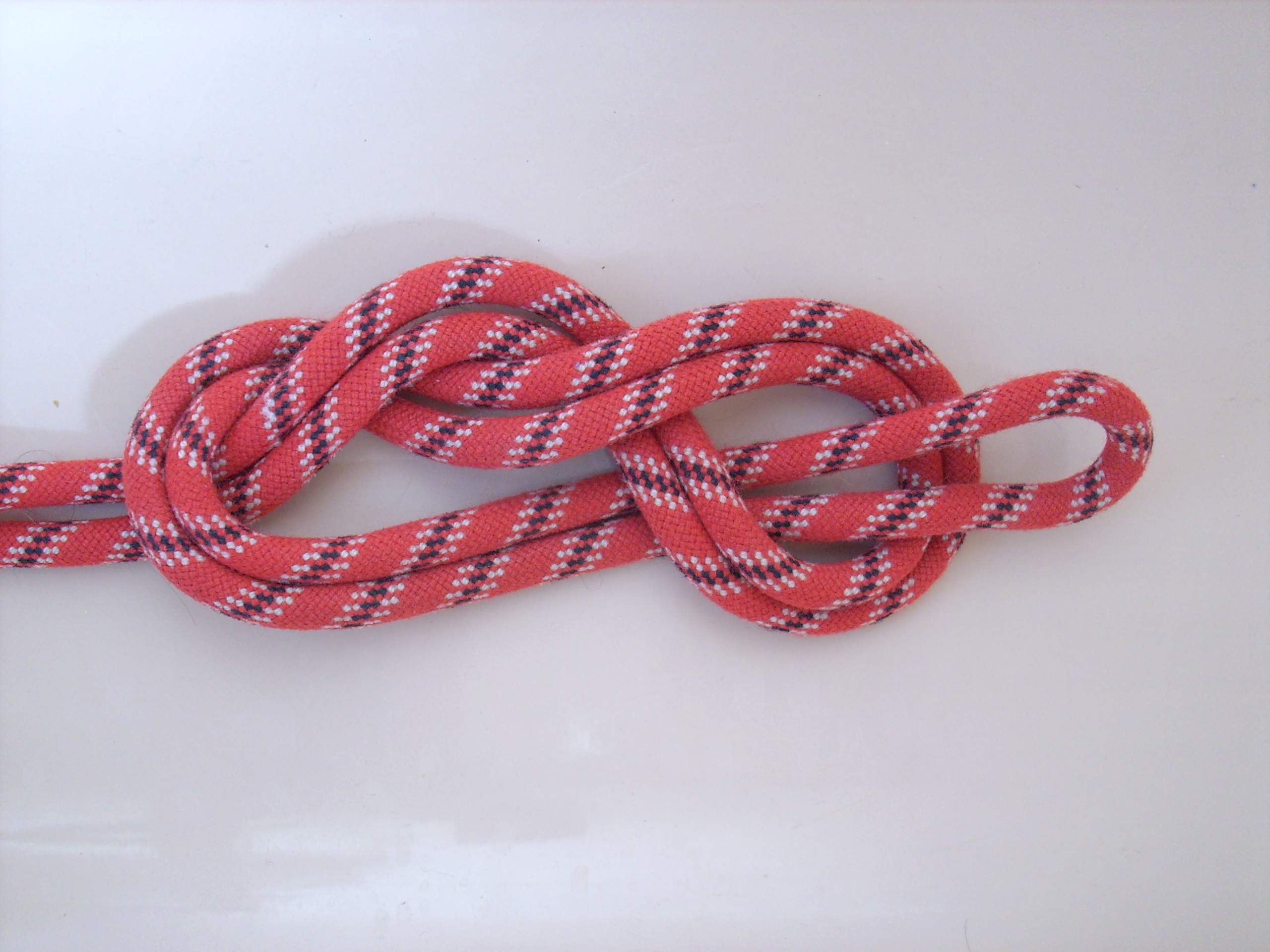
finaliza ao formar a alça